# Bryce (Arizona)
Bryce – jednostka osadnicza w Stanach Zjednoczonych, w stanie Arizona, w hrabstwie Graham.